# Саобраћај на Исланду
Исланд спада у најсеверније и потпуно острвске земље Европе. Отвореност ка хладном северу и планински карактер земље велике су препреке за живот земље. Овакав положај не обезбеђује Исланду повољности за развој саобраћаја. И поред тога, захваљујући развијености земље и високом стандарду његових грађана, тешкоће у вези саобраћаја умногоме су умањене. Најважније саобраћајно чвориште у држави је престоница Рејкјавик.

## Железнички саобраћај
Железница данас не постоји. Некада је било неколико краћих железница без комерцијалне употребе. Одавно већ постоје планови за повезивање Рејкјавика и Кефлавика железницом, али се није даље отишло у разради.

## Друмски саобраћај
Погледати: Путеви на Исланду
Укупна дужина друмских путева у Исланду је 13.034 km, од чега 4.617 km са чврстом подлогом. Ауто-путева нема, али су месни и магистрални путеви високог квалитета.
Најважнији пут у држави је Кружни пут који приближно прати морску обалу и спаја најважније градове у држави (бројеви на слици лево): 
- 1. Рејкјавик
- 2. Борганес
- 3. Блондуос
- 4. Акуреири
- 5. Егилстађир
- 6. Хофн
- 7. Селфос

## Водени саобраћај
Исланд је, као острво, изразита приморска земља, окружена (Атлантским океаном. Обала је разуђена на севру и западу, а на истоку и југу је права. Највећи број насеља обично и сместио дуж бројних залива у разуђеном делу земље, а „срце“ сваког места, посебно мањег, је његова лука. Најважнија лука је престоница Рејкјавик. Остале важне луке су: Акуреири (Хорнафјерђур), Исафјерђур, Кефлавик, Сејђисфјердђур, Вестманаејар.

## Гасоводи и нафтоводи
Нафтовода и Гасовода нема, али Исланд поседује дугу и развијену мрежу топловода, који користе воду из топлих извора и гејзира у личне и привредне сврхе.

## Ваздушни транспорт
Погледати: Аеродроми на Исланду
На Исланду постоји пар авио-компанија, од којих је најпознатија Исланд Ер.
У држави постоји чак 86 званично уписаних аеродрома (1999. године), али је само 12 аеродрома са тврдом подлогом. 20 аеродрома има IATA код (IATA Airport Code). Овако велики број аеродрома са међународним кодом последица је мале густине насељености у држави и велике изолације многих делова Исланда, због чега су ваздушне везе од великог значаја за државу. Такође, авио-превоз је најважнији вид саобраћаја са иностранством. Међународно значајни аеродроми су:
- Међународни аеродром „Кефлавик“ код Рејкјавика - KEF
- Аеродром „Акуреири“ у Акуреириу - AEY

Највећи и најважнији аеродром у земљи је Међународни аеродром „Кефлавик“ код Рејкјавика. Промет путника на њему је много већи од свих других аеродрома у држави заједно. Други по значају и једини који такође има међународне летове је Аеродром „Акуреири“.